# دوين وارد
دوين وارد (بالإنجليزية: Duane Ward)‏ هو لاعب كرة قاعدة أمريكي، ولد في 28 مايو 1964 في Los Ojos, New Mexico ‏ في الولايات المتحدة.

## وصلات خارجية
- دوين وارد على موقع دوري كرة القاعدة الرئيسي (الإنجليزية)
- دوين وارد على موقعبيزبول رفرنس.كوم (الدوري الرئيسي) (الإنجليزية)
- دوين وارد على موقعبيزبول رفرنس.كوم (الدوري الثانوي) (الإنجليزية)
- دوين وارد على موقع إي إس بي إن.كوم (أم.أل.بي) (الإنجليزية)
- دوين وارد على موقع مشجعي الرسوم البيانية (الإنجليزية)
- دوين وارد على موقع قاعة نيو مكسيكو للمشاهير الرياضية (الإنجليزية)